# Farby proszkowe
Farby proszkowe – termoutwardzalne substancje na bazie polimerów służące do malowania proszkowego.
Skład farby to żywica lub mieszanina żywic w odpowiedniej proporcji, pigmenty i wypełniacze oraz dodatki uszlachetniające bądź powodujące różne efekty.
Podstawową zaletą farb proszkowych jest brak rozpuszczalnika, który musi w przypadku tradycyjnej farby odparować z powierzchni, tym samym powodując zanieczyszczenie środowiska. Bardzo ważną kwestię w farbach proszkowych stanowi przygotowanie powierzchni pod powłokę farby proszkowej.
Jako podstawowy składnik stosuje się żywice epoksydowe (na farby wewnętrzne), żywice poliestrowe (tzw. primidowe) (na farby zewnętrzne – narażone na czynniki atmosferyczne), poliuretany i silikony (farby do pracy w temperaturach do 600 °C). Stosuje się również mieszanki poliestrowo-epoksydowe (tzw. farby hybrydowe) w układach 70/30, 60/40 oraz 50/50, ostatnio pojawiły się układy 80/20.
Środki pomocnicze decydują o takich cechach farby jak rozlewność roztopionej farby, odgazowanie – zapobieganie tworzeniu pęcherzyków gazu, łatwość elektryzowania się w urządzeniach elektrokinetycznych (tribo), struktura powierzchni farby, odporność na korozję farb podkładowych, łatwość fluidyzacji.
Po pomalowaniu farbą proszkową malowane elementy są nagrzewane, w rezultacie czego farba proszkowa ulega stopieniu, w wyniku czego na jego powierzchni powstaje jednolity film polimeru.